# Univerzita v Utrechtu
Univerzita v Utrechtu (nizozemsky: Universiteit Utrecht) je čtvrtou nejstarší univerzitou v Nizozemsku. Byla založena v městě Utrechtu 26. března roku 1636, starší jsou univerzity v Leidenu, Franekeru a Groningenu. V roce 1817 získala status královské univerzity, v roce 1961 pak se stala všeobecně přístupnou státní školou. Své hlavní sídlo má ve středu města, ale patří k ní i budovy na východě Utrechtu (univerzitní campus De Uithof).

## Popis
Univerzita náleží k největším vysokým školám v Evropě. Podle Academic Ranking of World Universities je na 39. místě (7. v Evropě) na rankingové listině nejlepších univerzit z roku 2006.
V roce 2004 bylo na univerzitě zaměstnáno 8 224 vysokoškolských a administrativních pracovníků, mezi tím 570 profesorů; uděleno bylo 358 doktorátů a publikováno 7 010 prací. V roce 2008 činil rozpočet univerzity 715 miliónů €.
Počet studentů stále roste – ve školním roce 1974/1975 to bylo 12,9 tisíc studentů, na počátku 90. let již kolem 23 tis. studentů a ve školním roce 2009/2010 kolem 30 tis. studentů, z toho na 2000 zahraničních.
Univerzita má i botanickou zahradu Botanische Tuin Fort Hoofddijk.

## Studentský orchestr
Studentský orchestr při univerzitě v Utrechtu je nejstarším orchestrem v Nizozemsku. V roce 2023 oslaví 200. výročí a byl díky tomu zapsán do Guinessovy knihy rekordů. Orchestr tvoří 80 hráčů, studentů utrechtské univerzity, kteří se vedle svých nehudebních studijních oborů věnují na vysoké úrovni intepretaci vážné hudby. Hudební ředitel a dirigent orchestru Bas Pollard byl povýšen do rytířského stavu za přínos holandské hudební kultuře. 

## Nejznámější absolventi
- Nicolaas Bloembergen - fyzik, nositel Nobelovy ceny
- Martinus J. G. Veltman - fyzik, nositel Nobelovy ceny
- Peter van de Kamp - astronom
- Tjalling Koopmans - ekonom
- Gerardus 't Hooft - teoretický fyzik
- Willem Einthoven - lékař, fyziolog, zakladatel elektrokardiografie